# Місія Організації Об'єднаних Націй з проведення референдуму в Західній Сахарі
Місія Організації Об'єднаних Націй з проведення референдуму в Західній Сахарі (МООНРЗС; англ. United Nations Mission for the Referendum in Western Sahara, MINURSO; араб. بعثة الأمم المتحدة لتنظيم استفتاء في الصحراء الغربية; фр. Mission des Nations Unies pour l'Organisation d'un Référendum au Sahara Occidental; ісп. Misión de las Naciones Unidas para la Organización de un Referéndum en el Sáhara Occidental) — миротворча місія Організації Об'єднаних Націй у Західній Сахарі, створена в 1991 році згідно з Резолюцією Ради Безпеки ООН 690 як частина Плану врегулювання, що відкрила шлях до припинення вогню в конфлікті між Марокко та Фронтом Полісаріо (представляє Сахарську Арабську Демократичну Республіку) над спірною територією Західної Сахари (колишньої Іспанської Сахари).
МООНРЗС створена передусім задля забезпечення режиму припинення вогню та проведенню в Західній Сахарі референдуму, на якому народ сахраві має проголосувати чи-то за входження до складу Марокко, чи-то за незалежність країни. На даний час Західна Сахара залишається найбільшою в світі територією, що не пройшла процес деколонізації.
З цією метою МООНРЗС отримало такі повноваження:
- Моніторинг режиму рипинення вогню
- Підтвердження відсутності марокканських військ на цій території
- Моніторинг утримання марокканських військ та військ Полісаріо у визначених місцях
- Вживання зі сторонами спільних заходів з метою забезпечення звільнення всіх політичних в'язнів та затриманих у Західній Сахарі
- Контроль обміну військовополоненими (через Міжнародний комітет Червоного Хреста)
- Впровадження програми репатріації (через Верховного комісара ООН у справах біженців)
- Виявлення та реєстрація кваліфікованих виборців
- Організація та забезпечення вільного та чесного референдуму та проголошення його результатів.

## Плани
Проведення референдуму про незалежність спочатку було призначене на 1992 рік, проте суперечки між сторонами щодо списків виборців не дозволили його проведення в зазначений термін. Обидві сторони звинуватили одна одну в затримці процесу. У 1997 році була прийнята Х'юстонська угода, що мала відновити процес, але це знову не вдалося. У 2003 р. був прийнятий План Бейкера, який замінив План врегулювання, але, хоча він був прийнятий Полісаріо і одноголосно схвалений Радою Безпеки ООН, Марокко відхилив його. Марокко наполягало на тому, щоб усі мешканці території мали право брати участь у референдумі. Після проведення Зеленого маршу в 1975 році Королівство Марокко заохочувало своїх мешканців переїхати до контрольованої Марокко частини Західної Сахари (80% території). До 2015 року було підраховано, що марокканські поселенці становили щонайменше дві третини з 500 000 жителів.
В даний час не існує чіткого плану щодо проведення референдуму, і тому майбутня доля режиму припинення вогню залишається під сумнівом.

## Розширення
Мандат МООНРЗС, починаючи з 1991 року, поновлювався 47 разів. У жовтні 2006 р. Рада Безпеки прийняла резолюцію, що продовжила мандат МООНРЗС до квітня 2007 р. Положення, яке засуджує порушення прав людини з боку Марокко в Західній Сахарі, отримало підтримку 14 членів Ради Безпеки, але було не було схвалене через заперечення Франції.
У квітні 2007 року в резолюції, яка продовжує мандат місії до жовтня, було «прийнято до відома пропозицію Марокко, представлену 11 квітня 2007 року Генеральному секретарю, вітаючи серйозні та надійні зусилля Марокко з просування процесу у напрямку до вирішення», а також було  «прийнято до відома пропозицію Фронту Полісаріо, представлена 10 квітня 2007 року Генеральному секретарю».
Резолюція від жовтня 2007 року, яка продовжила мандат до квітня 2008 року, містила ті самі формулювання в описі двох пропозицій.
У квітні 2008 року резолюція продовжила мандат на цілий рік до квітня 2009 року. Перед голосуванням представник Коста-Рики висловив свою «стурбованість способом переговорів щодо проєкту резолюції, щодо якого ми збираємося проголосувати» та зазначив «труднощі в розумінні абсолютної відмови включати» посилання, щодо прав людини. Кошторис МООНРЗС складає понад 50 мільйонів доларів США на рік.

## Поточний склад
У регіоні діють дві групи представників Місії: перша — в контрольованій Марокко частині на захід від Стіни та друга — на території під контролем Сахраві, а також в таборах біженців в Алжирі.
Станом на 30 червня 2018, В МООНРЗС працювало 220 осіб. Багато з представників контингенту є громадянами Бангладеш, Єгипту та Пакистану: вони котролюють нейтральну зону навколо Марокканської стіни задля забезпечення режиму припинення вогню.
- Спеціальний представник Генерального секретаря та керівник місії: Колін Стюарт ( Канада )
- Командувач сил: генерал-майор Ван Сяоцзюнь ( КНР )
- Начальник відділу підтримки місії: Венеранда Мукандолі-Джефферсон ( Руанда )
- Керівник апарату: Олександр Іванко ( Росія )
- Керівник відділу зв'язку в Тіндуфі: Юсеф Джедіан ( Палестина).

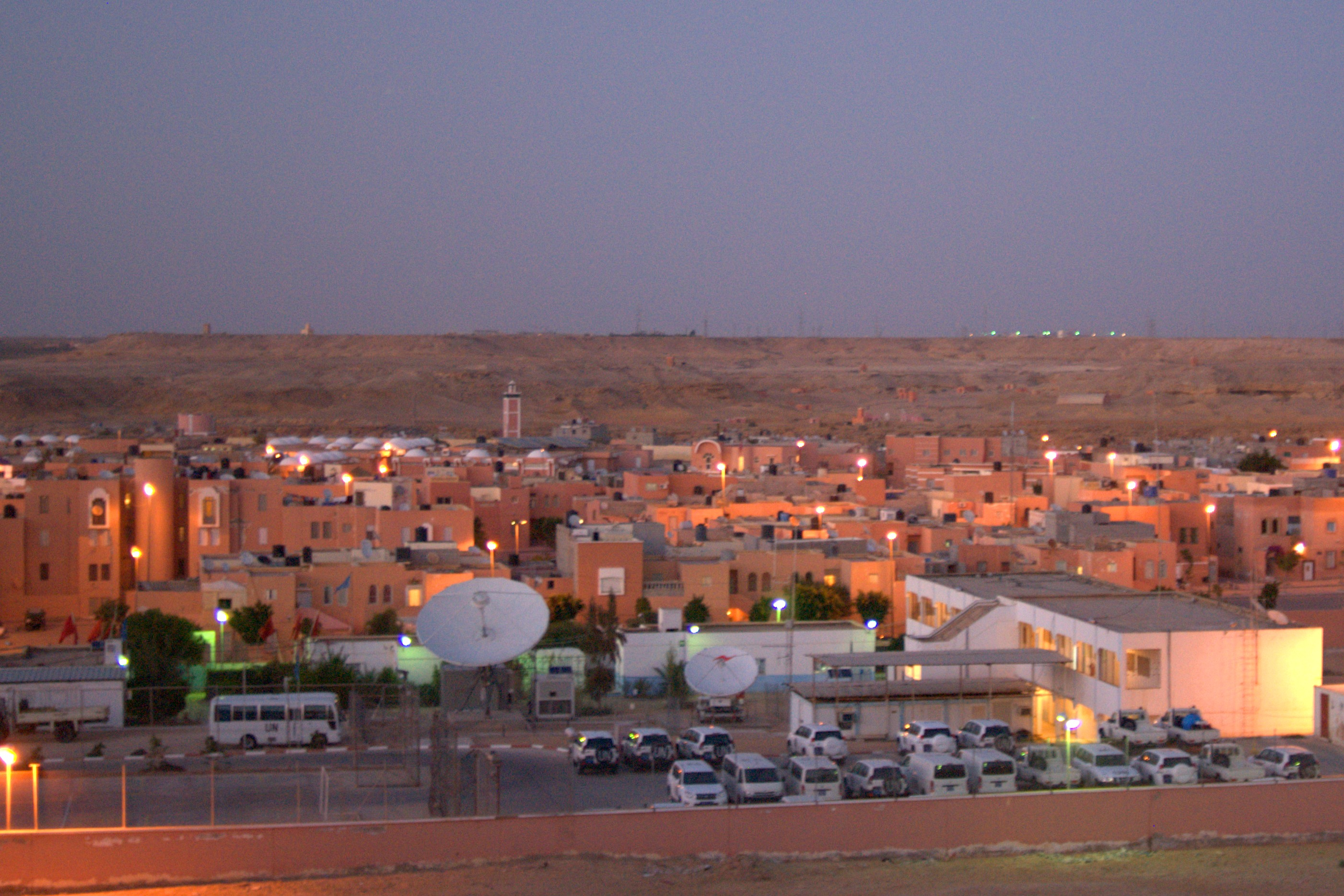
Штаб-квартира МООНРЗС Ель-Аюні, Західна Сахара, 2 червня 2012 р. Кілька марокканських прапорів висять біля входу до комплексу, на відміну від баз МООНРЗС у Вільній зоні ПОЛІСАРІО, де виставляється лише прапор ООН

Під час дії місії загинуло 16 осіб: шість військових, поліцейський, військовий спостерігач, три представника міжнародного цивільного персоналу та п'ять місцевих цивільних працівників.

## Критика
МООНРЗС є єдиною миротворчою місією ООН, створеною з 1978 року, яка діє без можливості контролю за дотриманням прав людини. Хоча Резолюція 1979 р. Ради Безпеки ООН і рекомендує її створення, цього ще не сталося. У 1995 році нездатність або небажання МООНРЗС діяти проти марокканської маніпуляції процесом та зловживання цивільним населенням Сахраві змусило її колишнього заступника голови Френка Рудді здійснити сильний напад на організацію; з того часу він продовжує критикувати Місію за те, що, він називає «економічно витратним та політично корумпованим процесом». Нарастаюча критика висловлюється проти Ради Безпеки ООН за те, що вона не створила програму з прав людини, оскільки МООНРЗС — це єдина місія ООН у світі, яка не має на це повноважень . Проти цієї пропозиції Францією було накладене вето під час голосування в Раді Безпеки ООН. У квітні 2016 року Уругвай та Венесуела висловили своє невдоволення роботою Місії, проголосувавши проти Резолюції Ради Безпеки 2285, яка продовжувала роботу МООНРЗС.
Протягом дворічного періоду, переважно 2006–2007 років, співробітники МООНРЗС руйнували археологічні об'єкти, розпорошуючи графіті на доісторичних наскальних малюнках та гравюрах  у Вільній зоні (частини Західної Сахари, підконтрольні Полісаріо). Лунали також і звинувачення в розкраданні доісторичних картин особами з ООН на деяких з цих місць.
У травні 2010 року Фронт Полісаріо припинив контакти з МООНРЗС через провал у проведенні референдуму про самовизначення і звинуватив силу в «... перетворенні на захисний щит колоніального факту окупацію Західної Сахари з боку Марокко».